# Erdre
Die Erdre ist ein Fluss in Frankreich, der in der Region Pays de la Loire verläuft. Sie entspringt im Gemeindegebiet von La Pouëze, entwässert Richtung West bis Südwest und mündet nach rund 97 Kilometern im Stadtgebiet von Nantes als rechter Nebenfluss in einen Nebenarm der Loire (Bras de la Madeleine). Die Erdre ist von der Mündung bis Nort-sur-Erdre schiffbar. In diesem Abschnitt ist sie auch Teil des Canal de Nantes à Brest, der heute jedoch nur mehr touristisch genutzt wird. Auf ihrem Weg durchquert die Erdre die Départements Maine-et-Loire und Loire-Atlantique.

## Orte am Fluss
(Reihenfolge in Fließrichtung)
- Candé
- Freigné
- Saint-Mars-la-Jaille
- Riaillé
- Joué-sur-Erdre
- Nort-sur-Erdre
- Sucé-sur-Erdre
- La Chapelle-sur-Erdre
- Nantes

## Geschichte
Sankt Felix, der 16. Bischof von Nantes, sanierte im Jahre 550 die ungesunde Sumpflandschaft nördlich der Stadt, indem er durch den Bau von Flusssperren und Straßen den Wasserspiegel der Erdre um etwa zwei Meter anhob.
Nachdem es in Nantes wegen des kapriziösen Flusslaufes der Erdre oft zu Überschwemmungen gekommen war, wurde ab 1929 der deutsche Ingenieur Karl Hotz im Zusammenhang mit den von Frankreich geforderten Reparationszahlungen mit der Sanierung der letzten Kilometer des Flusses betraut. Seit 1933 fließt die Erdre durch einen 900 m langen Tunnel in den Kanal Saint-Félix ab. Der alte Flusslauf ist heute Bestandteil des Cours des 50-Otages, eine der Hauptverkehrsachsen von Nantes.

## Sehenswürdigkeiten
Am Ufer befinden sich zahlreiche Herrenhäuser, Parks und Schlösser, sodass die Erdre vom französischen König Franz I. als „der schönste Fluss Frankreichs“ bezeichnet wurde.
Auf den seenhaften Ausformungen am Unterlauf der Erdre können alle Arten von Wassersport betrieben werden.